# La Chapelle-Monthodon
La Chapelle-Monthodon è un ex comune francese di 193 abitanti situato nel dipartimento dell'Aisne della regione dell'Alta Francia. Il 1º gennaio 2019 il comune è stato accorpato con quelli di Baulne-en-Brie e Saint-Agnan per formare il nuovo comune di Vallées en Champagne.

## Società

### Evoluzione demografica
Abitanti censiti